# Tajmyr (district)

Vlag van Tajmyr

Tajmyr (Russisch: Таймырский автономный округ, Tajmyrski avtonomny okroeg) was een autonoom district (okroeg) binnen de kraj Krasnojarsk in de Russische Federatie. Het was vernoemd naar het schiereiland Tajmyr. Een andere naam die ook werd gebruikt was het Autonome District van de Dolganen en de Nenetsen (Russisch: Долгано-Ненецкий автономный округ, Dolgano-Nenetski avtonomny okroeg), waarin de namen van de inheemse volkeren Dolganen en Nenetsen verwerkt waren.
Met een oppervlakte van 844.167,5 km² en een bevolking van slechts 39.786 mensen bij de volkstelling van 2002 (dichtheid: 0,05/km²) was Tajmyr een van de dunbevolktste gebieden van Rusland. Doedinka, waar meer dan de helft van Tajmyrs bevolking woonde, is de hoofdstad. Het Industriegebied Norilsk lag binnen het grondgebied, maar werd bestuurlijk niet tot het gebied gerekend.

## Einde van Tajmyr
Op 17 april 2005 werd met een referendum bepaald dat de kraj Krasnojarsk en de autonome districten Tajmyr en Evenkië zouden worden samengevoegd onder de bestaande naam kraj Krasnojarsk. Op 1 januari 2007 trad dit in werking en werd Tajmyr hervormd tot het gemeentelijke district Tajmyrski van deze kraj.